# Kloster Bachra
Das Kloster Bachra war ein Zisterzienserinnenkloster bei Bachra im Landkreis Sömmerda in Thüringen. Es bestand nur wenige Jahre im mittleren 13. Jahrhundert und war der Heiligen Elisabeth, Landgräfin von Thüringen geweiht.

## Geschichte
Aufgrund des sehr kurzen Zeitraums der Klostergeschichte sind nur wenige Urkunden überliefert, die Aufschluss über die Klostergeschichte geben. Der exakte Zeitpunkt der Klostergründung und seine möglichen Stifter sind unbekannt.
Für das Jahr 1256 ist ein Streit im Konvent des Klosters Kapellendorf belegt. 15 Nonnen waren aus dem Kloster ausgezogen, da sie die Auffassung vertraten, in dem Kloster nicht den Regeln entsprechend leben zu können. Die im unmittelbaren Umland um das Kloster Kapellendorf gelegenen Klostergüter, welche den ausziehenden Nonnen zugesprochen wurden, finden sich im Mai 1260 im Besitz des erstmals erwähnten Klosters Bachra.
In einer Urkunde für das Reichsstift Quedlinburg 1266 werden eine Äbtissin M. und der Propst Berthold erwähnt. An dieser heute im Hauptstaatsarchiv Weimar aufbewahrten Urkunde ist das einzige bekannte Siegel des Klosters. Es zeigt die Heilige Elisabeth mit Buch und Palmzweig.
Das Kloster scheint jedoch vor 1272 wieder aufgelöst worden zu sein. Aufgrund späterer Besitzverhältnisse des Klosters Donndorf wird vermutet, dass der Konvent dorthin übersiedelte. Vom Kloster sind keine Überreste mehr vorhanden, seine genaue Lage bei Bachra ist unbekannt.